# Konrad Schreiner
Konrad Schreiner (* 10. März 1921 in Saarbrücken; † unbekannt) war ein deutscher Fußballspieler.

## Karriere
Schreiner gehörte dem FV Saarbrücken an, für den in der Saison 1940/41 in der Gauliga Südwest, in einer von zunächst 16, später auf 23 aufgestockten Gauligen zur Zeit des Nationalsozialismus als einheitlich höchste Spielklasse im Deutschen Reich, in der Staffel Saarpfalz zwei Punktspiele bestritt, in denen er drei Tore erzielte. Als Sieger aus dieser hervorgegangen, bestritt seine Mannschaft das Endspiel um die Gaumeisterschaft Südwest, das gegen den Sieger der Staffel Mainhessen nach Hin- und Rückspiel mit 4:5 verloren wurde.
Von 1941 bis 1943 kam er in der Gauliga Hessen-Nassau, 1941 entstanden als einer der drei Nachfolger der Gauligen Hessen und Südwest, für Kickers Offenbach zu Punktspielen. Die erste Saison wurde in zwei Gruppen ausgetragen, aus der seine Mannschaft als Sieger der Gruppe 1 hervorging und das in Hin- und Rückspiel ausgetragene Finale gegen den Sieger der Gruppe 2 austrug. Das Hinspiel gegen Reichsbahn TSV Rot-Weiß Frankfurt endete torlos, das Rückspiel wurde mit 6:4 und damit auch die Gaumeisterschaft gewonnen. Gegen diesen Verein setzte sich seine Mannschaft auch in der Folgesaison durch, die als Zehnerliga in einer doppelten Punktspielrunde ausgetragen wurde.
Nachdem er die Saison 1943/44 für den SC Halberg Brebach bestritten hatte, wechselte er zum 1. FC Saarbrücken, dem er ab 1944 angehörte und nach dem Erliegen des Spielbetriebes von 1945 bis 1948 zunächst in der Oberliga Südwest, als eine von zunächst drei, später auf fünf erweiterten Oberligen als höchste deutsche Spielklasse, zum Einsatz kam. In der Saison 1948/49 kam er in sieben Punktspielen, in denen er acht Tore erzielte, in der Ligue 2, der zweithöchsten Spielklasse in Frankreich, zum Einsatz. Von 1949 bis 1951 spielte er um den Internationalen Saarlandpokal, der 1950 auch gewonnen wurde.
Die Saison 1951/52 – in den deutschen Spielbetrieb zurückgekehrt – schloss er mit der Mannschaft als Südwestdeutscher Meister ab. Daraufhin nahm er mit seiner Mannschaft an der Endrunde um die Deutsche Meisterschaft teil, bestritt alle sechs Spiele der Gruppe 1, aus der er als Sieger – noch vor dem 1. FC Nürnberg – hervorgegangen war und das Finale gegen den VfB Stuttgart erreichte. Das am 22. Juni 1952 in Ludwigshafen am Rhein ausgetragene Spiel ging jedoch mit 2:3 verloren; in diesem erzielte er mit der 1:0-Führung in der 15. Minute sein insgesamt drittes Tor in der Endrunde. Des Weiteren bestritt er einzig die am 17. August 1952 ausgetragene Erstrundenbegegnung um den DFB-Pokal mit dem FC St. Pauli, die mit 1:2 verloren wurde, sowie drei Spiele um den Saarlandpokal, in denen er sechs Tore erzielte. Als Fünftplatzierter der Saison 1953/54 beendete er seine Zeit beim 1. FC Saarbrücken und wechselte zu den Sportfreunden Saarbrücken, die als Neuling die Saison 1954/55 als Letzter von 16 teilnehmenden Mannschaften in die 2. Oberliga Südwest absteigen mussten. Als Meister der Saison 1955/56 kehrte der Verein in die höchste deutsche Spielklasse zurück und stieg am Saisonende 1956/57 abermals als Letzter wieder ab; Schreiner beendete damit seine aktive Fußballerkarriere.

## Erfolge
- Zweiter der Deutschen Meisterschaft 1952
- Meister der Oberliga Südwest 1952
- Internationaler-Saarlandpokal-Sieger 1950
- Gaumeister Hessen-Nassau 1942, 1943